# Sami Al-Jaber
Sami Abdullah Al-Jaber (arabiska: سامي الجابر) född 11 december 1972 i Riyadh, är en saudisk före detta fotbollsspelare. Han spelade i Al-Hilal hela sin karriär, undantaget en kort tid på lån i Wolverhampton i den engelska andradivisionen 2000.
Med 156 landskamper är han en av världens mesta landslagsmän igenom tiderna. Al-Jaber blev i VM 1994 förste saudier att avgöra en VM-match i landets favör då han gjorde det enda målet i en gruppspelsseger över Marocko.  Han blev år 2000 första saudier att representera en klubb i England när han spelade fyra matcher för klubblaget Wolverhampton Wanderers FC. Al-Jaber slutade i landslaget men övertalades att göra comeback och kom med i truppen till VM 2006. Han gjorde där mål i 2–2-matchen mot Tunisien.